# Contea di Muskingum
La contea di Muskingum (in inglese Muskingum County) è una contea dello Stato dell'Ohio, negli Stati Uniti. La popolazione al censimento del 2000 era di 84 585 abitanti. Il capoluogo di contea è Zanesville.